# UFC Fight Night: McDonald vs. Lineker
UFC Fight Night: McDonald vs. Lineker var en MMA-gala som arrangerades av Ultimate Fighting Championship och ägde rum 13 juli 2016 i Sioux Falls i USA.